# Nachal Raz
Nachal Raz (hebrejsky: נחל רז) je vádí v severním Izraeli, ve vysočině Ramat Menaše.
Začíná v nadmořské výšce okolo 250 metrů nad mořem, v centrální části vysočiny Ramat Menaše, jižně od vesnice Ejn ha-Šofet. Odtud vádí směřuje k západu a jihozápadu odlesněnou, mírně zvlněnou krajinou. Severozápadně od vesnice Gal'ed ústí zprava do vádí Nachal Taninim.